# Zagreb Glavni kolodvor

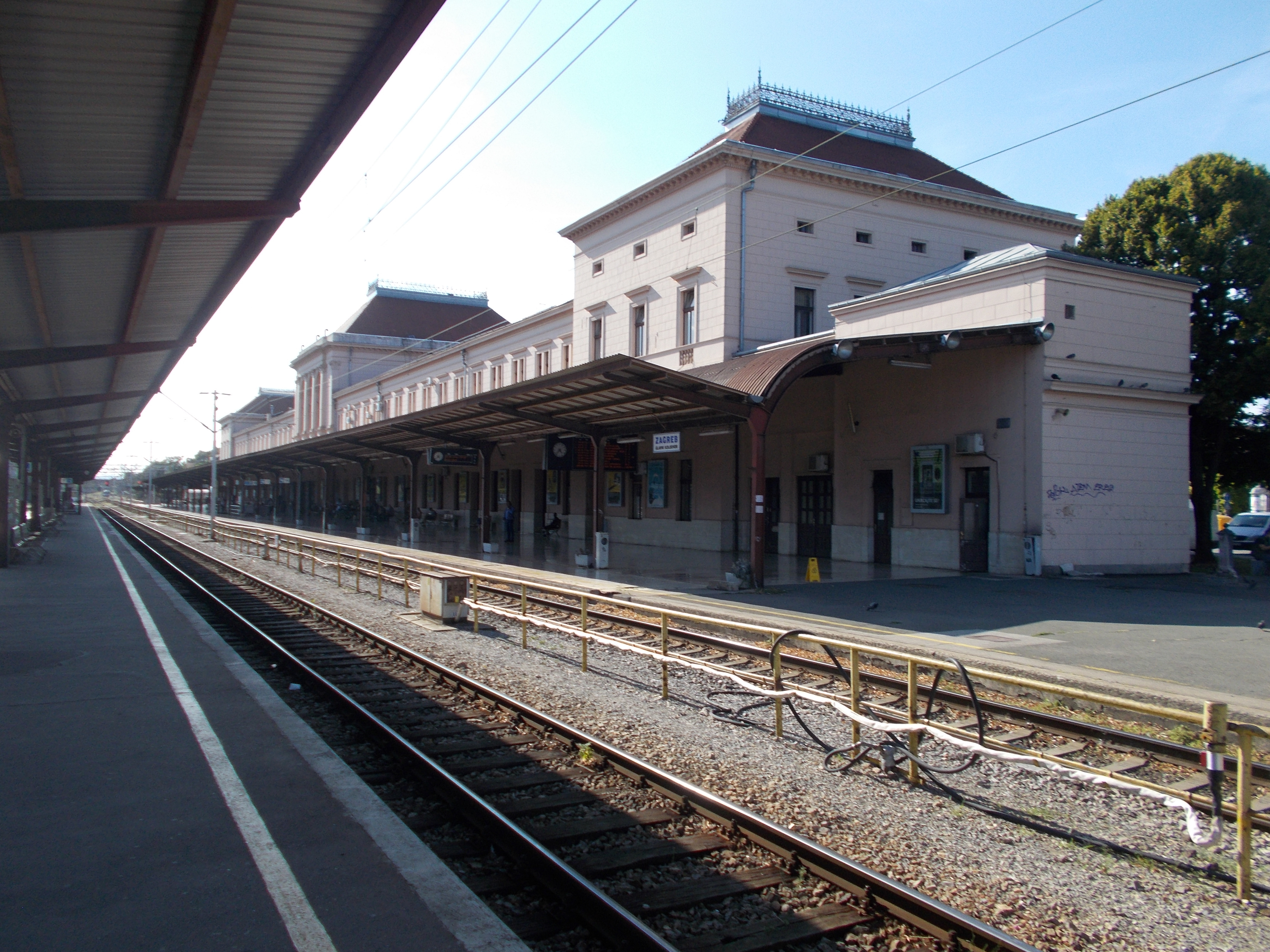
Staniční budova z kolejiště

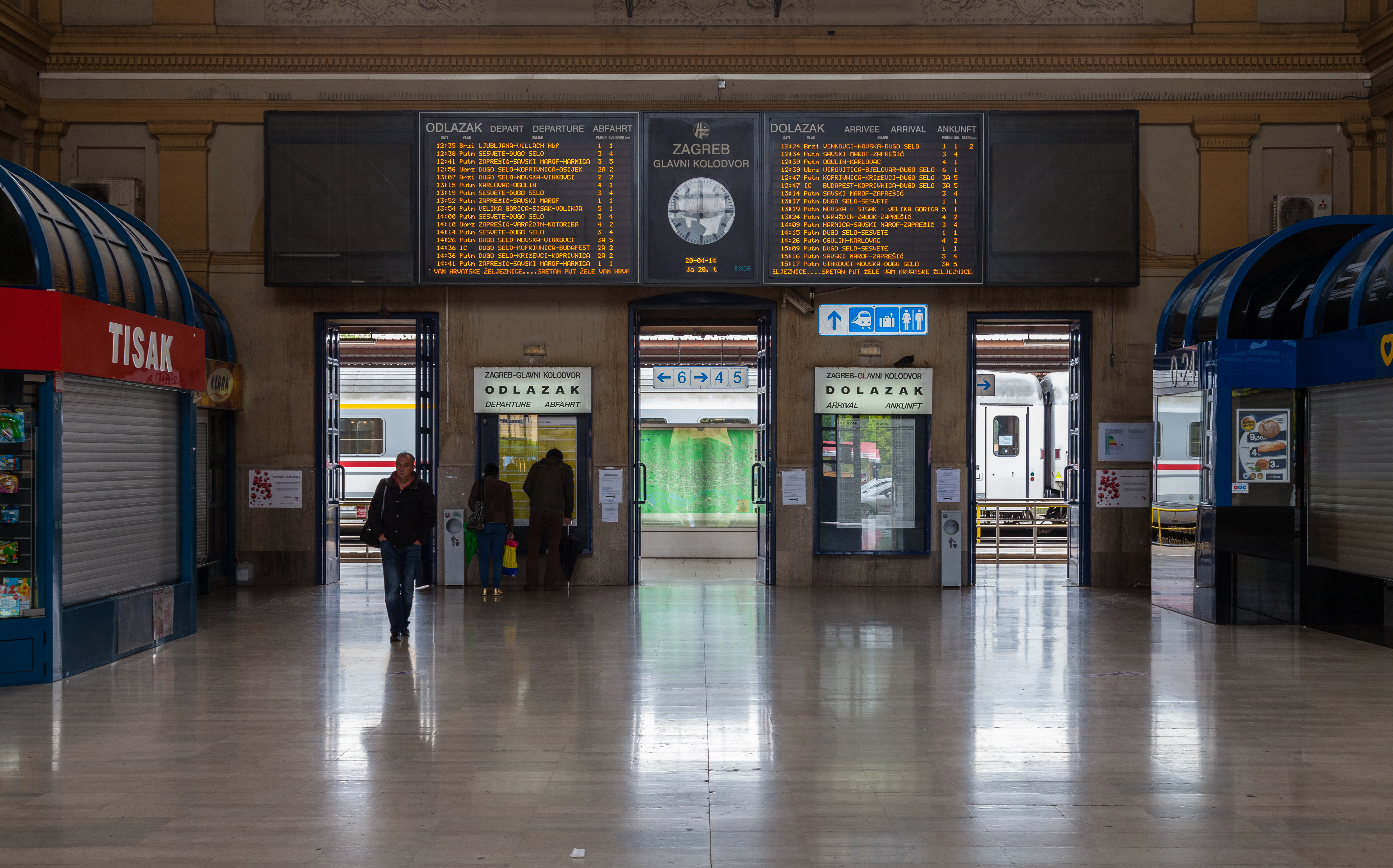
Interiér

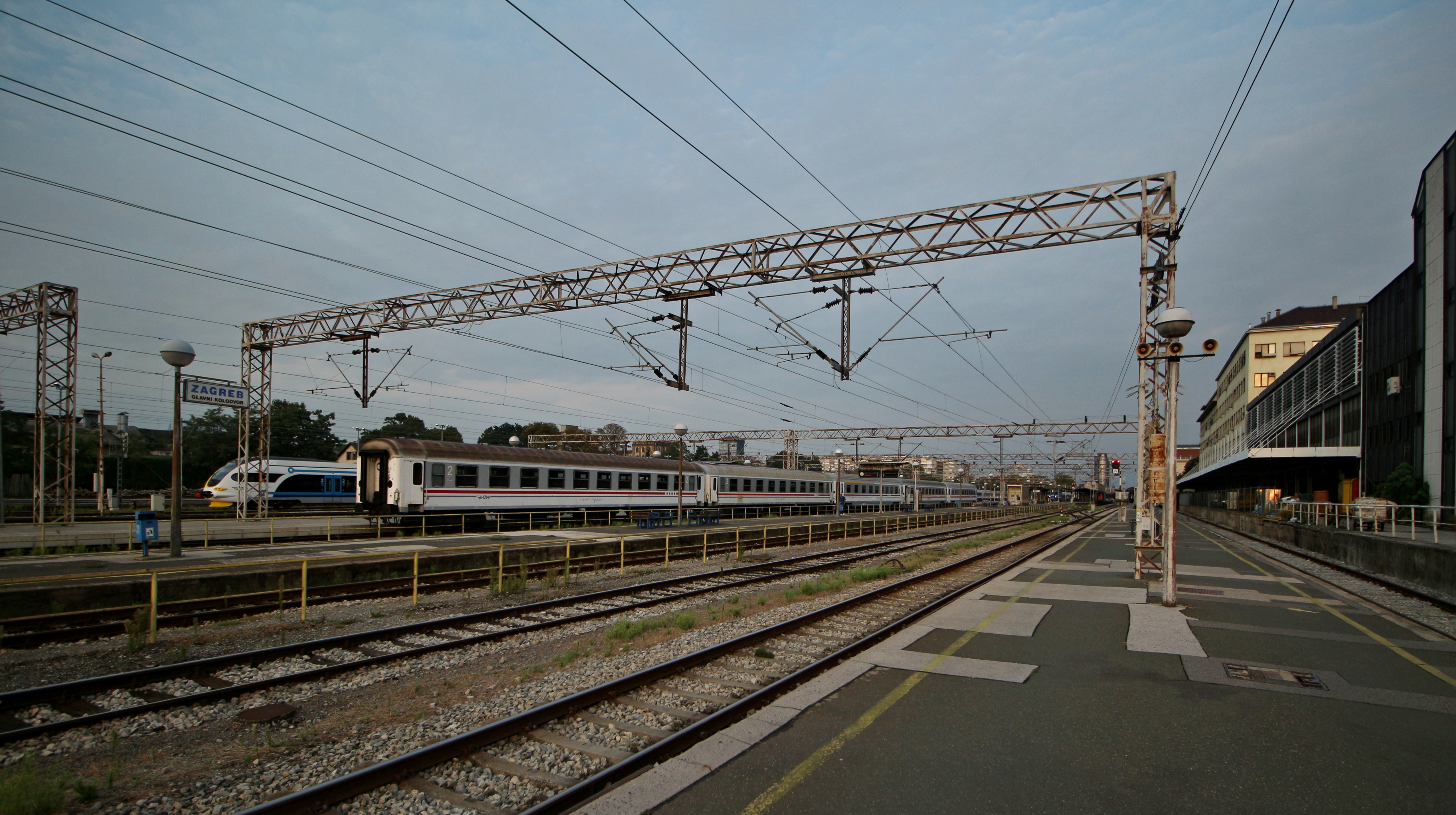
Pohled na nástupiště z východu

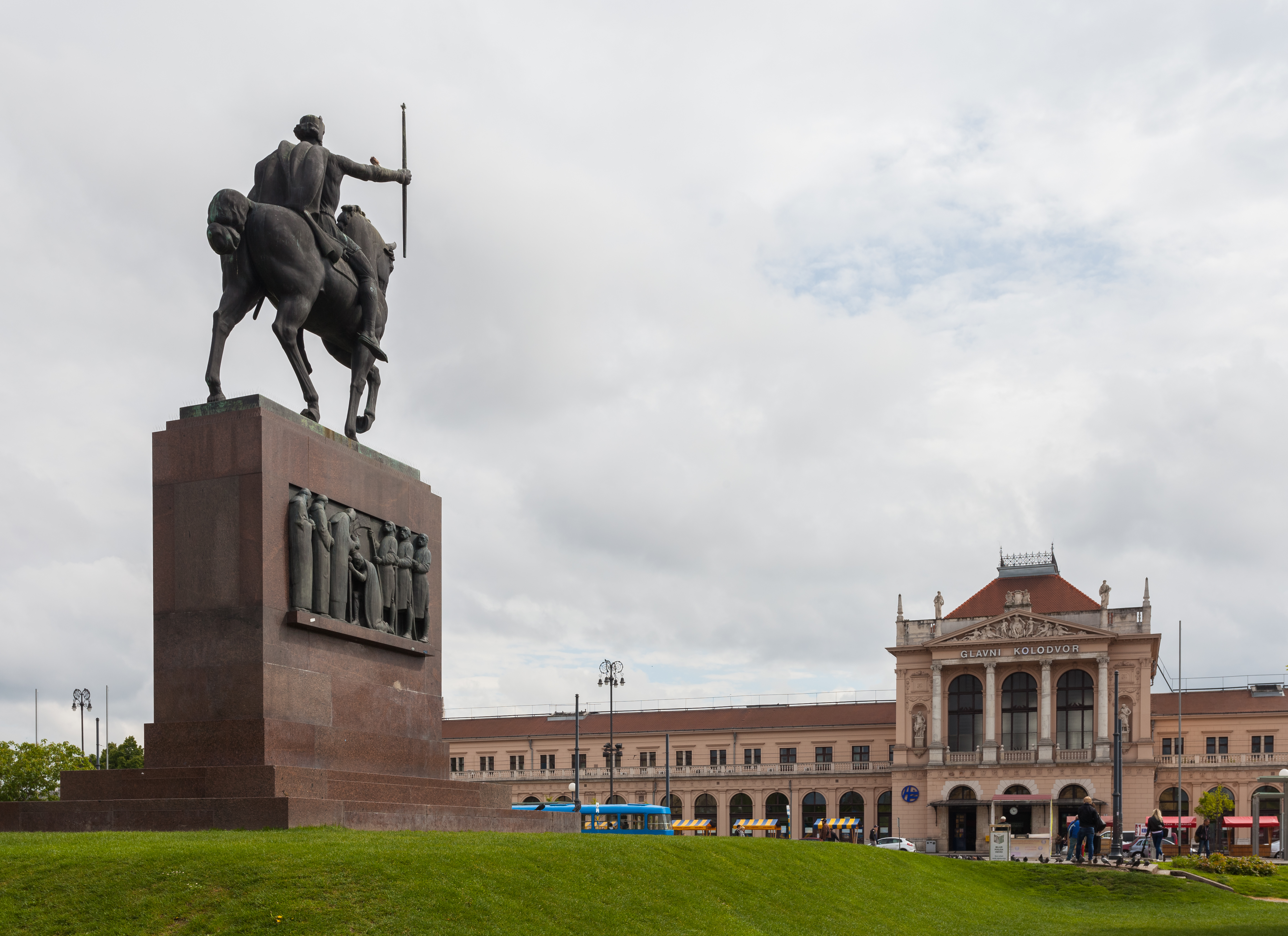
Socha krále Tomislava I. před vlakovým nádražím

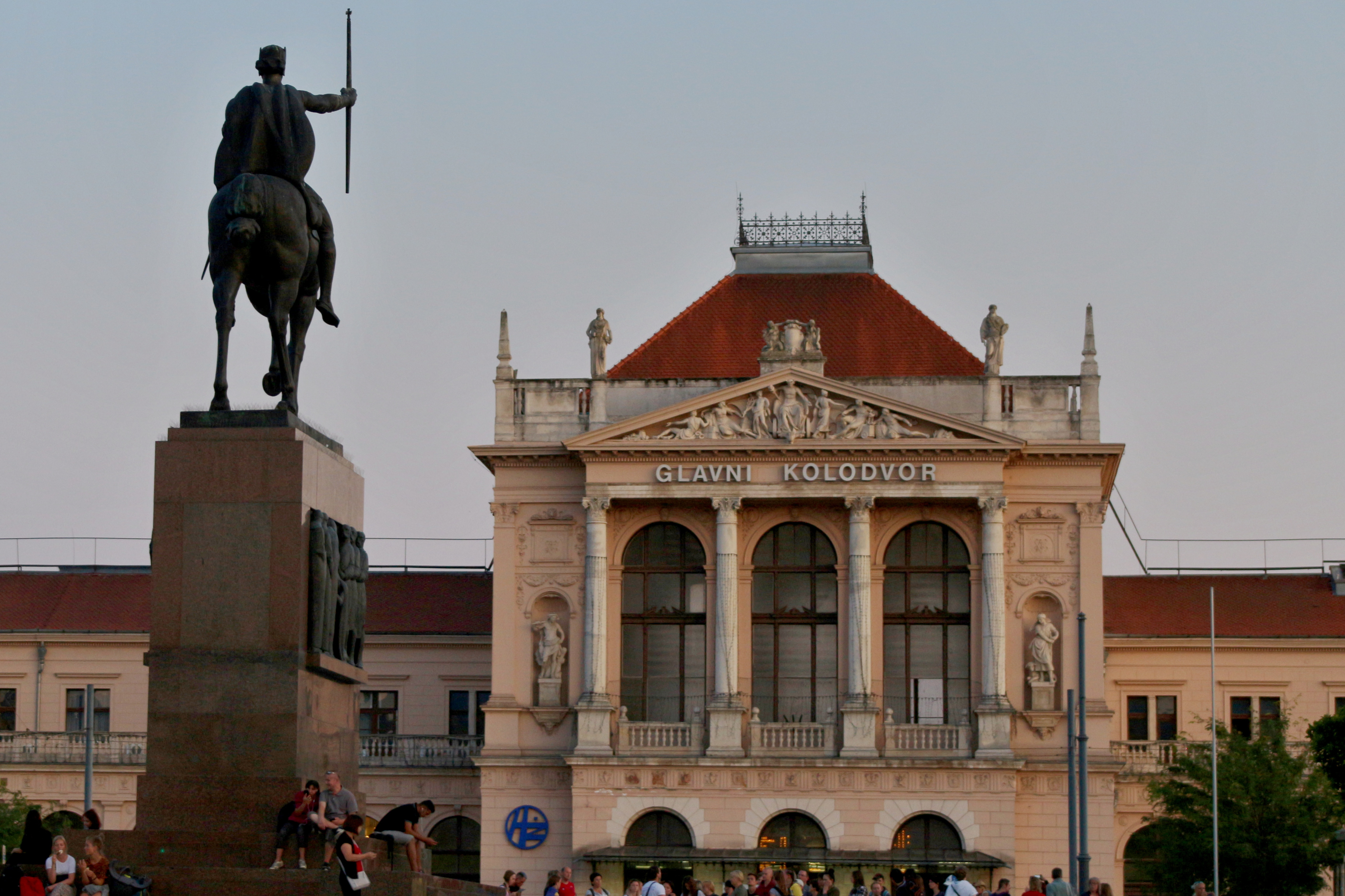
Staniční budova.

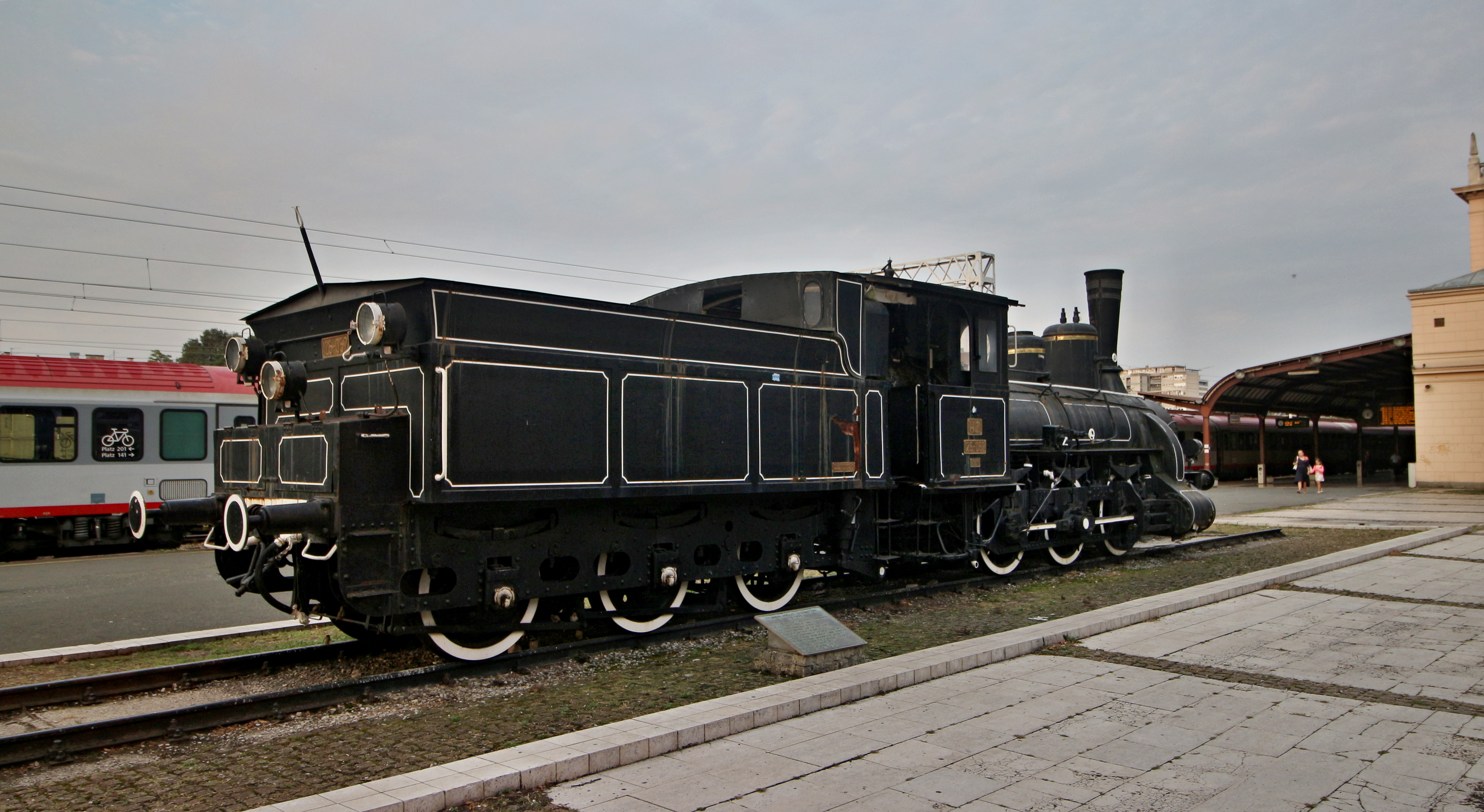
Historická lokomotiva před budovou nádraží

Zagreb Glavni kolodvor (česky doslova Záhřeb hlavní nádraží) je hlavní a současně největší železniční stanice v chorvatském hlavním městě Záhřebu. Jedná se o hlavní uzel chorvatské železniční sítě.[zdroj?]
Taktéž samotná budova záhřebského hlavního nádraží je největší svého druhu v celé zemi. Je rovněž i památkově chráněná.

## Poloha stanice
Stanice se rozkládá na jižní straně hlavního náměstí krále Tomislava I. (Trg kralja Tomislava), č. p. 12. Ještě k němu přiléhá náměstí Ante Starčeviće a ulice Kneza Branimira. 
Nádraží obklopuje rozsáhlý veřejný prostor s několika podchody a rozsáhlou pěší zónou. Přiléhá k východní části tzv. Lenuzziho podkovy.

## Popis stanice
Její průčelí je orientováno do osy náměstí, kterou zdůrazňuje socha zmíněného chorvatského panovníka.
Staniční budova má délku 180 metrů. Vybudována byla, stejně jako hlavní železniční trať, v ose západ-východ. Má hlavní průčelí a k tomu dvě boční křídla. Ve svém interiéru je značně prostorná.

## Historie

### Příprava a vznik
První železniční nádraží v Záhřebu bylo Západní nádraží (chorvatsky Zagreb Zapadni kolodvor). Z něho směrem na východ odbočovaly dvě trati: do Koprivnice a do Sisaku. Bylo rozhodnuto, že na trati do Koprivnice, v místě, které bylo velmi blízko středu města (1 km od náměstí Bána Jelačiće) bude zbudována nová, reprezentativní hlavní stanice. Celá plocha byla v druhé polovině 19. století volná, jen z jižní strany stál jeden parní mlýn. Poprvé se nová stanice objevila na regulačním plánu města z roku 1865. Objevovalo se pod názvem Nové centrální nádraží (chorvatsky Novi orednji kolodvor). Původně mělo být z jižní strany napojeno na řeku Sávu plavebním kanálem a měl k němu přiléhat přístav. V roce 1887 byl vydán nový regulační (územní) plán pro rozvoj města, který ale celý prostor nádraží přesunul o něco východněji, tedy do současné polohy. Na ní již bylo budováno.
Projekt hlavní železniční stanice a opravny v Záhřebu byl schválen výnosem královské maďarské vlády z roku 1890. Vznik nové stanice si museli místní na Maďarech vybojovat. Prostředky, které totiž Zalitavsko směřovalo na rozvoj města, byly do té doby velmi skromné; město Záhřeb mělo čtyřicetkrát menší rozpočet než Vídeň, ačkoliv co do počtu obyvatel tolikrát menší nebylo. Po dlouhých apelech se nakonec vláda v Pešti rozhodla financovat řadu nových veřejných budov pro hlavní město chorvatsko-slavonského království a hlavní nádraží bylo první z nich.
Pozemek na výstavbu nádraží poskytlo město Záhřeb zdarma, investorem byla zalitavská státní společnost MÁV (dnes maďarské železnice). Důvodem pro vznik nové stanice byla přetíženost již zmíněného západního nádraží, které nedostačovalo potřebám rostoucího Záhřebu. Pracovní označení bylo Jižní nádraží (chorvatsky Južni kolodvor).
Samotná výstavba neoklasicistní budovy byla zahájena v roce 1891 podle návrhu maďarského architekta Ference Pfaffa. Ten uspěl v soutěži, do které se přihlásilo na 30 různých návrhů.
Sochařská výzdoba je od sochaře Vilima Maršenka. Stavební práce realizovala společnost Milkó původem ze Szegedu.
Stanice byla uvedena do provozu dne 1. července 1892 jako jedna z největších veřejných budov postavených v Záhřebu v 19. století. Tehdy nesla název Státní nádraží (chorvatsky Državni kolodvor). Ten mu udělil přímo dekretem rakousko-uherský císař František Josef I. Součástí vzniklého komplexu nebylo jen uvedené nádraží, ale i rozsáhlé železniční dílny. Ty byly dány do užívání roku 1895. Ve své původní podobě měla stanice tři nástupiště, první dvě byla zastřešená, třetí nikoliv. Celkem zde bylo 12 kolejí. Využití mělo mít pro osobní, ale i pro nákladní dopravu. Při nádraží stála také budova pošty, která byla nicméně stržena v roce 1949. 
Celkové náklady měly dosáhnout dvou milionů forintů a zalitavská vláda přesměrovala peníze, které zamýšlela utratit na železnice v oblasti zaniklé Vojenské krajiny (tj. pohraničí s Bosnou a Hercegovinou a Srbskem. Celková cena prací ale nakonec překročila původní projekt a vyšplhala se skoro až na 2,5 milionu forintů.

### Rozšiřování v meziválečném období
V roce 1907 se objevil návrh učinit z průjezdní stanice stanici hlavovou tím, že by železniční trať mezi hlavním nádražím a západní stanicí byla snesena. Ačkoliv město Záhřeb takový návrh schválilo, proti byly státní železnice MÁV a především c. k. ministerstvo obrany, a tak ke zrušení nedošlo.
Po rozpadu Rakousko-Uherska se Záhřeb stal druhou nejvýznamnější stanicí v zemi (hned po bělehradském hlavním nádraží), a tak bylo rozhodnuto o rozšíření. Stanice sice vznikla v dostatečné vzdálenosti od středu města, nicméně rozšiřující se zástavba k nádraží dosáhla a pro další rozvoj města se stanice ukázala být překážkou, kterou bylo nezbytné obejít. Otevřena byla otázka přesunu. Vedena byla řada diskuzí jak na tuto otázku odpovědět, nicméně žádný návrh nebyl přijat ani realizován; nádraží nebylo přemístěno ani nebyly vybudovány mosty či tunely pod ním. 
Roku 1924 byl název stanice změněn na současný.
V roce 1936 potom vzniklo ještě šest nových kolejí a postaven byl i podchod mezi nimi. Zrekonstruovány byly interiéry stanice při prvním nástupišti. Objevily se návrhy doplnit jej o autobusovou stanici.

### Diskuze o přesunu stanice
Po druhé světové válce bylo kromě stržení pošty vybudováno šesté nástupiště, zdvojkolejněny některé trati směřující na uvedenou stanici. V 50. letech se objevila myšlenka, která byla vtělena do územního plánu chorvatského hlavního města, a která počítala s možným přemístěním stanice o něco východněji, blíže k autobusovému nádraží. Nic z toho ale nebylo uskutečněno. a územní plán z roku 1982 toto potvrdil.
Dne 30. srpna [1974 došlo na nádraží k vážné železniční nehodě, kdy zde zemřelo 153 lidí. Tehdy zde vykolejil mezinárodní rychlík, který přes nádraží projížděl z Bělehradu do Dortmundu. Na hřbitově Mirogoj připomíná oběti neštěstí památník.
Přesun nádraží byl nicméně diskutován i v pozdějších letech. V témže roce byly zvažovány nové lokality, kam by bylo možné stanici přemístit a zajistit tak lepší propojenost mezi středem Záhřebu a jižními částmi města, např. Novým Záhřebem. Dnešní ulice Hrvatske bratske zajednice, která pokračuje v ose náměstí krále Tomislava, předpokládala spojení obou, nicméně odsunutí hlavní stanice jinam. Diskutováno bylo přemístění blíže k botanické zahradě, což však bylo velmi rychle zamítnuto, neboť prostor byl na takové nádraží velmi malý. Ani přesun blíže k autobusovému nádraží a třídě Marina Držiće nebyl vyhodnocen jako vhodný. Rozhodnutí o přesunu opět nepadlo a nádraží se v případě potřeby mělo rozšiřovat jižním směrem do lokality místní části Trnje.
Roku 1980 se před nádraží konalo rozloučení se zesnulým Josipem Brozem Titem. Davy lidí zaplnily celý přednádražní prostor, poté se Modrý vlak vydal dále s ostatky jugoslávského vůdce do Bělehradu.

### Nádraží v současné době
V letech 1986–1987 (těsně před letní univerziádou v roce 1987) byly provedeny rekonstrukční práce. Přestože význam nádražní budovy je z historického hlediska nesporný, dlouhá léta byla budova označována jako symbol „architektury kolonizující země“, zjevně s odkazem na komplikované vztahy Chorvatů s Maďary.
V souvislosti s návštěvou papeže Jana Pavla II. zde byla otevřena kaple.
Druhá obnova stanice byla uskutečněna v roce 2006. V tomto roce byl postaven podchod severo-jižním směrem, čímž byla vyřešena dlouholetá otázka prostupnosti areálu nádraží. Obojí bylo dlouhodobě plánováno na počátek 90. let 20. století, nicméně válka tyto práce odsunula.
Další rekonstrukce stanice má začít v roce 2026 a trvat má až do roku 2030. Stanice přirozeně od poslední obnovy stárne a její stav se stal předmětem veřejné diskuze. Náklady na tuto obnovu památkové stanice se mají vyšplhat na 60 milionů eur. Na střeše nádraží mají být umístěny solární panely.

## Dopravní vytížení
Denně nádraží odbaví na 300 vlaků a jeho brány projde na 80 000 cestujících. V roce 2006 za celý rok nádraží využilo přes 27 milionů osob.

## Návazná doprava
Před staniční budovou se nachází zastávka veřejné dopravy (tramvají), stanice je jedním z hlavních uzlů sítě záhřebské sítě. Jižně od nádraží se potom nachází i terminál autobusový, nejedná se ale o záhřebské autobusové nádraží, které je umístěno východním směrem, směrem k ulici Marina Držiće.
Z nádraží vede řada železniční tratí, například Záhřeb–Rijeka, Záhřeb–Sisak–Novska, Záhřeb–Bělehrad, Záhřeb–Savski Marof a další. 

## Zajímavosti
V blízkosti nádraží stojí památník obětí ustašovského režimu z druhé světové války a také parní lokomotiva „Crna Katica“ s ev. č. JŽ 152-052.